# Piràmide de Nefererkare
La Piràmide de Nefererkare (també coneguda com la Piràmide del Ba de Nefererkare), construïda per al faraó Nefererkare de la Dinastia V en el segle xxv abans de la nostra era, tenia l'estructura més alta a l'indret més elevat de la necròpoli d'Abusir al-Melek, que es troba entre Guiza i Saqqara, a Egipte, i encara domina la necròpoli. La piràmide també és important perquè, en excavar-la, hi van descobrir els Papirs d'Abusir al-Melek.(1)
La Dinastia V va marcar el final de les grans construccions piramidals durant l'Imperi Antic. Les piràmides de l'època eren més petites i com més anava més estandarditzades, tot i que també hi va proliferar la intricada decoració en relleu. La piràmide de Nefererkare es va desviar de la convenció perquè es va construir com una piràmide esglaonada: un disseny que va quedar antiquat després de la Dinastia III (segle XXVII ae o XXVI ae).(1) Finalment es va enterrar en una segona piràmide esglaonada amb alteracions destinades a convertir-la en una piràmide veritable. La mort, però, del faraó va deixar el treball perquè el completassen els successors. Els treballs restants es van acabar sense cura, utilitzant material de construcció més barat.
El monument de Nefererkare mancava d'elements bàsics d'un conjunt piramidal: un temple de la vall, una calçada i una piràmide de culte, que es van reemplaçar per un petit assentament de cases de tova al sud del monument, des d'on els sacerdots podien realitzar les activitats diàries, en lloc de la ciutat piramidal habitual prop del temple de la vall. A això es deu el descobriment dels papirs d'Abusir al-Melek en la dècada dels 1890. Normalment, els arxius de papir haurien sigut a la ciutat de les piràmides, on se n'hauria assegurat la destrucció. La piràmide es va convertir en part d'un cementeri familiar més gran. Els monuments a la consort de Nefererkare, Khentkaus II; i els seus fills, Neferefre i Niuserre, se'n troben als voltants. Aquests quatre monuments es van completar durant el regnat de Niuserre.

## Ubicació i excavació

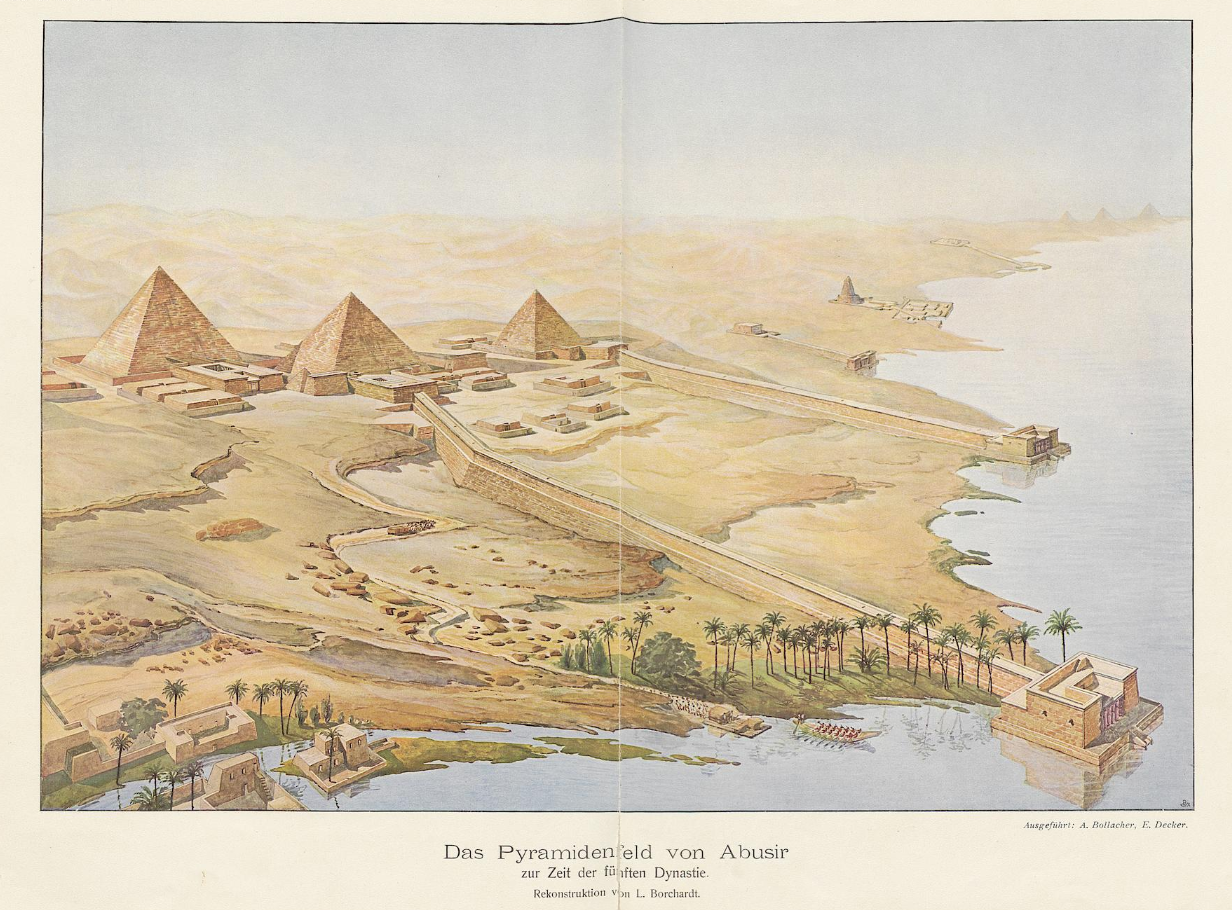
Pintura del 1907 de la necròpoli d'Abusir al-Melek, de A. Bollacher i E. Decker, presentada tal com era en l'Imperi Antic

La piràmide de Nefererkare és a la necròpoli d'Abusir al-Melek, entre Saqqara i l'altiplà de Guiza. Abusir al-Melek tingué molta importància en la Dinastia V després que Userkaf, el primer governant, hi construís el seu temple solar i, el seu successor, Sahure, hi inauguràs una necròpoli reial amb el seu monument funerari. El successor de Sahure, el seu fill Nefererkare, fou el segon governant a ser sepultat en la necròpoli. L'egiptòleg Jaromír Krejčí proposa unes hipòtesis per a la posició del conjunt de Nefererkare en relació amb el conjunt de Sahure: (1) que Nefererkare estava motivat per a distanciar-se de Sahure i, per tant, optà per fundar un nou cementeri i redissenyar el pla del temple mortuori; (2) que les pressions geomorfològiques, particularment el pendent entre els conjunts de Nefererkare i Sahure, van requerir que Nefererkare situàs el seu conjunt en un altre lloc; (3) com que l'indret és el punt més alt, Nefererkare podria haver-lo seleccionat per a assegurar-se que el seu conjunt dominàs l'àrea i; (4) que el lloc pot haver estat seleccionat per a construir la piràmide en línia amb Heliòpolis. La diagonal d'Abusir al-Melek és una línia figurativa que connecta les escaires nord-oest de les piràmides de Nefererkare, Sahure i Neferefre. És semblant a l'eix de Guiza, que connecta els escaires sud-est de les piràmides de Guiza i convergeix amb la diagonal d'Abusir al-Melek en un punt d'Heliòpolis.

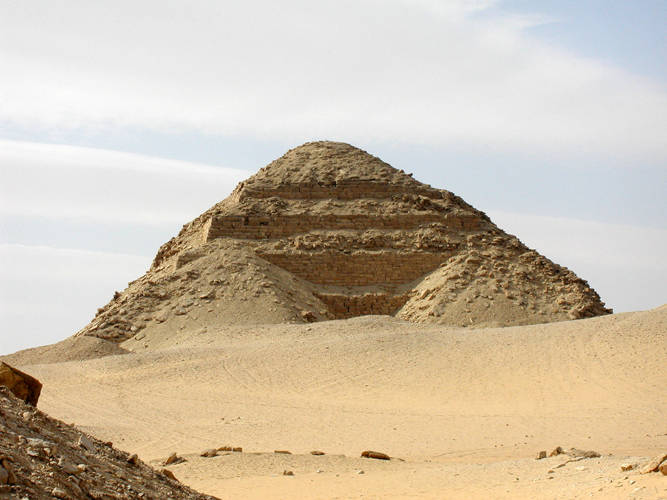
La piràmide de Nefereirkare amb la piràmide esglaonada original visible sota l'exterior dels enderrocs

La ubicació del conjunt n'afectà el procés de construcció. L'egiptòleg Miroslav Bárta creia que la ubicació se n'havia triat en part per la seua relació amb la capital administrativa de l'Imperi Antic, Inbu-Hedj, hui coneguda com Memfis. La necròpoli d'Abusir al-Melek no hauria estat a més de 4 km del centre de la ciutat.  Al sud-oest d'Abusir al-Melek, els treballadors podrien explotar una pedrera de pedra calcària per a fabricar blocs de maçoneria utilitzats en la piràmide. 
El 1838, John Shae Perring, un enginyer que treballava per al coronel Howard Vyse, va buidar les entrades a les piràmides de Sahure, Nefererkare i Niuserre. Cinc anys més tard, l'egiptòleg Karl Richard Lepsius, patrocinat per Frederic Guillem IV de Prússia, va explorar la necròpoli d'Abusir al-MElek i catalogà la piràmide de Nefererkare com XXI. Lepsius va proposar la teoria que el mètode de construcció de la capa d'acreció s'aplicava a les piràmides de la Dinastia V i VI. Un esdeveniment important va ser el descobriment dels Papirs d'Abusir al-Melek, trobats al Temple de Nefererkare durant les excavacions il·lícites del 1893. El 1902-1908, l'egiptòleg Ludwig Borchardt, que treballava per a la Deutsche Orient-Gesellschaft (Societat Oriental Alemanya), va tornar a inspeccionar aquestes piràmides i excavà els temples i calçades adjacents. La recerca de Borchardt va contribuir significativament a la investigació arqueològica del jaciment. Les troballes se'n publicaren en Das Grabdenkmal des Königs Nefer-Ir-Ke-Re (1909). L'Institut Txec d'Egiptologia ha tingut un projecte d'excavació a llarg termini en el jaciment de la dècada dels 1960.

## Conjunt mortuori

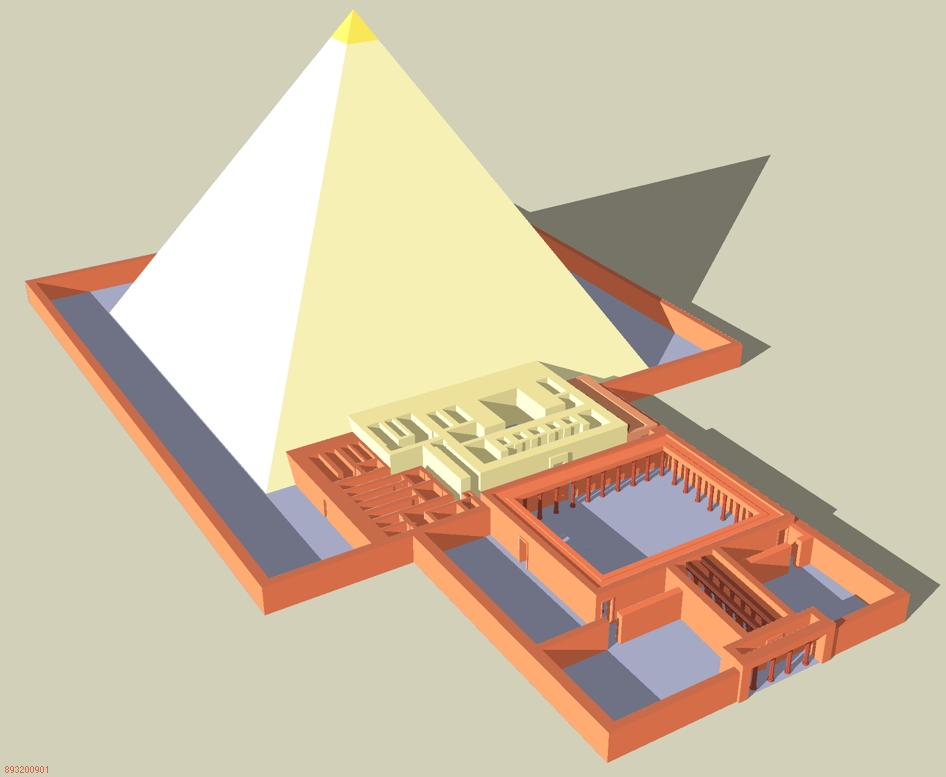
Model tridimensional del conjunt mortuori de Nefererkare

### Disseny
Les tècniques de construcció de piràmides van patir una transició en la Dinastia V. La monumentalitat de les piràmides va disminuir, el disseny dels temples funeraris canvià i la subestructura de la piràmide es feu comuna. Per contra, hi proliferà la decoració en relleu i els temples es van eixamplar amb més magatzems.
Aquests canvis es donaren en l'època del regnat de Sahure. El seu conjunt mortuori indica que l'expressió simbòlica en la decoració es va veure afavorida per sobre de la simple magnitud. Per exemple, el conjunt del faraó Quèops de la Dinastia IV tenia un total de 100 m lineals reservats per a decoració, mentre que el Temple de Sahure tenia al voltant de 370 m lineals dedicats a decoracions en relleu. Bárta identifica que l'espai d'emmagatzematge en els temples mortuoris s'expandí constantment des del regnat de Nefererkare. El descobriment de restes considerables d'atuells de pedra, en la seua majoria trencades o incompletes, als temples piramidals de Sahure, Nefererkare i Neferefre en són testimoni.
Els conjunts mortuoris de l'Imperi Antic constaven de cinc components essencials: (1) un temple de la vall; (2) una calçada elevada; (3) un temple mortuori; (4) una piràmide de culte; i (5) la piràmide principal. El conjunt mortuori de Nefererkare només tenia un temple mortuori que s'havia construït precipitadament amb tova barata i fusta; i la piràmide principal més gran del lloc. El temple de la vall i la calçada que estaven destinats al monument de Nefererkare passaren al de Niuserre. No es va construir una piràmide de culte per la pressa per acabar el monument després de la mort de Nefererkare. Un petit assentament i allotjaments construïts amb tova al sud del conjunt, on viurien els sacerdots, la va reemplaçar. Es va construir un enorme mur de rajola al voltant del perímetre de la piràmide i el temple mortuori per a concloure el monument funerari de Nefererkare.

### Piràmide principal
El monument es va pensar com un piràmide esglaonada, una elecció inusual per a un rei de la Dinastia V, perquè les piràmides esglaonades desaparegueren amb la Dinastia III (segle XXVII o XXVI ae). La raó se'n desconeix. L'egiptòleg Miroslav Verner considera una connexió especulativa entre el Papir de Torí que l'inclou «com el fundador d'una nova dinastia» i el projecte originari, tot i que també considera la possibilitat de raons religioses i polítiques de poder. La primera construcció contenia sis graons, acuradament col·locats, de blocs de pedra calcària d'alta qualitat, que arribaven a una altura de 52 m. S'anava a aplicar una coberta de pedra calcària blanca a l'estructura, però després que es va estendre només al primer graó, la piràmide es va redissenyar per a formar una «veritable piràmide». Verner descriu l'arquitectura d'una piràmide de la Dinastia V:

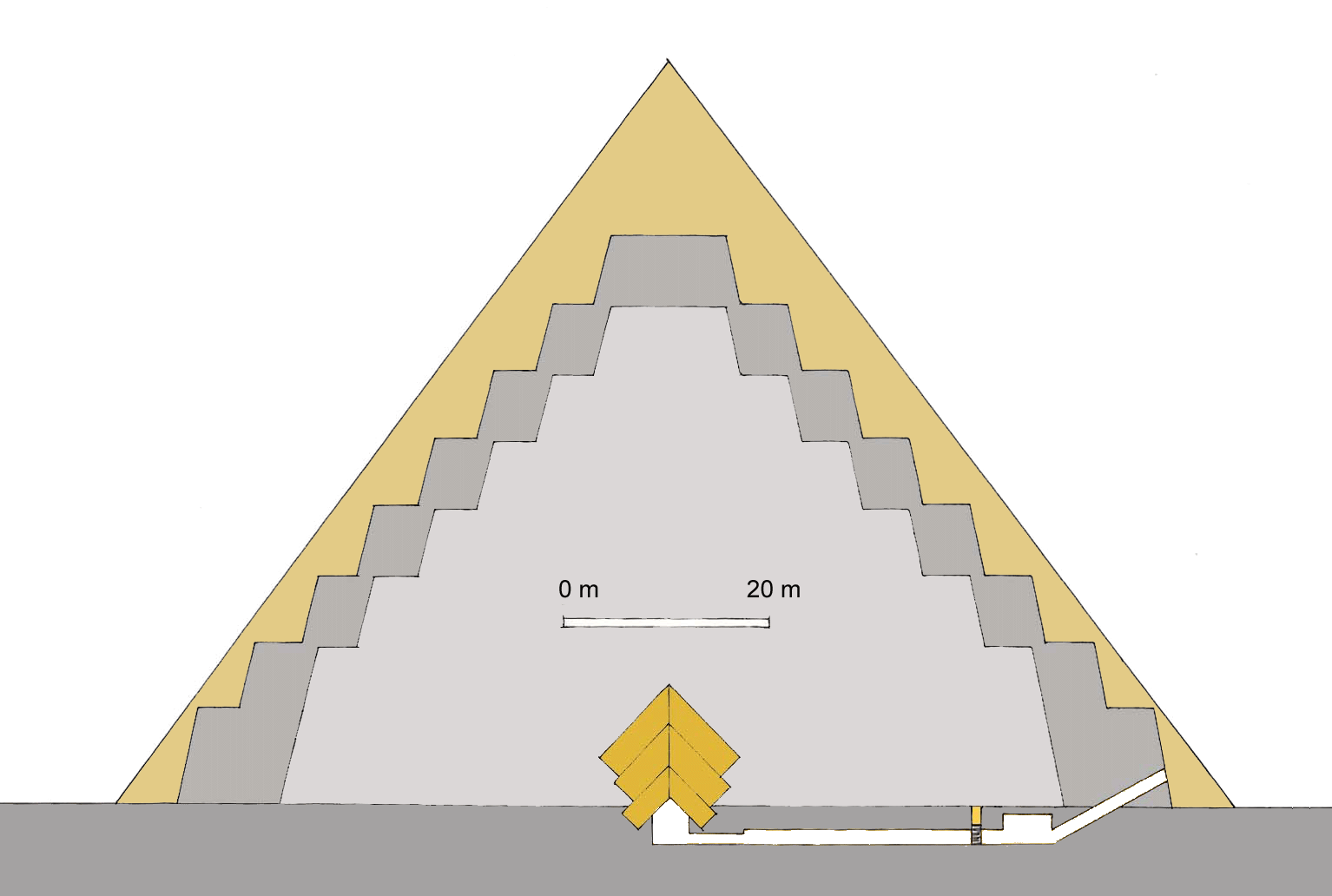
Les tres etapes de la construcció de la piràmide. Gris clar: nucli original de sis graons de la piràmide esglaonada. Gris fosc: projecte d'ampliació amb dos passos addicionals. Beix: revestiment de granit planificat. Internament, es representen el corredor i el sostre a dues aigües de pedra calcària de tres capes de l'avantcambra i la cambra funerària

La cara exterior del primer graó del nucli de la piràmide tenia una armadura d'enormes blocs de pedra calcària de color gris fosc de fins a 5 m de llarg, ben units. Hi havia un marc interior construït amb blocs més menuts i que formaven les parets de la rasa rectangular per a les cambres subterrànies. Entre els dos marcs s'havien apilat peces de pedra calcària de mala qualitat, a vegades «seques» i a vegades pegades amb morter d'argila i arena. El nucli se'n va modelar en graons, però es van construir en capes horitzontals i només els blocs de pedra que formaven la superfície exterior eren d'alta qualitat i estaven ben units. La part interna del nucli es va emplenar amb pedres en brut parcialment unides, de qualitat i grandària variable.
Per a convertir-la en una piràmide genuïna, tota l'estructura es va estendre cap a fora uns 10 m i es va elevar altres dos esglaons en alçada. Aquest projecte d'expansió es va completar amb petits fragments de pedra destinats a ser revestits de granit vermell. La mort prematura del rei va aturar el projecte després que només es completassen els nivells més baixos de la carcassa. La base resultant de l'estructura feia 105 m de cada costat i, si s'hagués acabat el projecte, la piràmide hauria arribat a 72 m d'altura amb una inclinació des de la base fins a la punta d'uns 54°. La piràmide, que és d'una grandària comparable a la de Menkaure de Guiza, domina els voltants com a resultat de la posició damunt un turó a uns 33 m sobre el delta del Nil.

### Subestructura

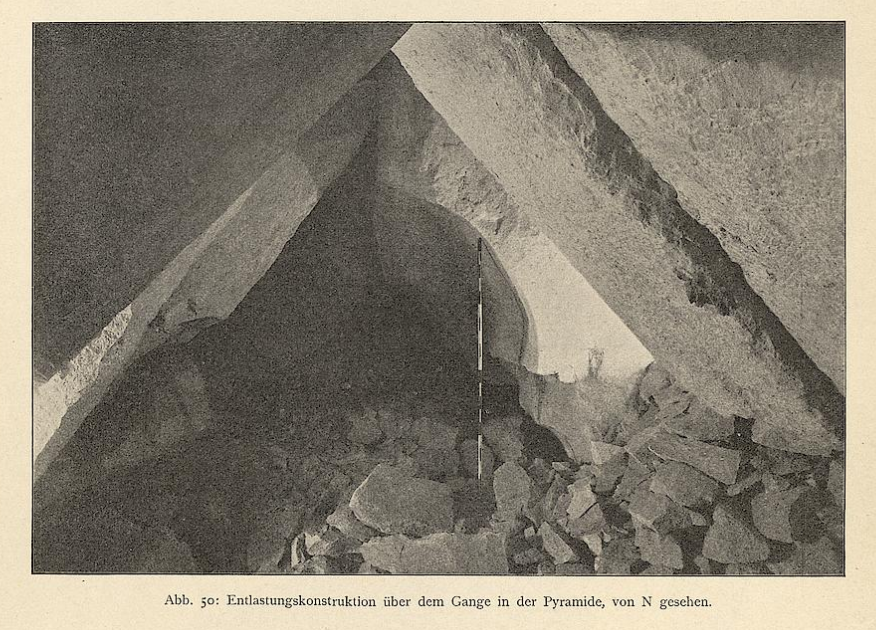
Subestructura de la piràmide de Nefererkare amb bigues de pedra calcària

El passadís descendent prop de la meitat de la cara nord de la piràmide fa d'entrada a la subestructura de la piràmide de Nefererkare. El passadís comença a uns 2 m sobre el nivell del sòl i acaba a una fondària semblant per davall del nivell del sòl. Té proporcions d'1,87 m d'alçada i 1,27 m d'amplada. Està reforçat en els punts d'entrada i eixida amb un revestiment de granit. El corredor dona a un vestíbul que duu a un passadís més llarg protegit per un rastell. Aquest segon corredor té dues voltes, però manté una direcció cap a l'est i acaba en una avantcambra separada de la cambra funerària. El sostre del passadís és únic: el sostre pla té un segon sostre a dues aigües de pedra calcària damunt, i aquest un tercer sostre amb una capa de canyes.
Els sostres de l'avantcambra i l'enterrament es construïren amb tres capes de pedra calcària a dues aigües. Les bigues dispersen el pes de la superestructura a banda i banda del corredor. Les cambres foren saquejades de la pedra calcària fent impossible la seua reconstrucció adequada,tot i que encara se'n poden destriar alguns detalls: totes dues habitacions estaven orientades en un eix est-oest; i totes dues cambres tenien la mateixa amplada; l'avantcambra era més curta, i totes dues cambres tenien el mateix estil de sostre i els falta una capa de pedra calcària.
La subestructura està molt danyada: l'ensulsiada d'una capa de bigues de pedra va cobrir la cambra funerària. No s'ha trobat pas cap rastre de la mòmia, el sarcòfag o qualsevol equip funerari a dins. La gravetat del mal en la subestructura impedeix fer una excavació major.

### Temple mortuori

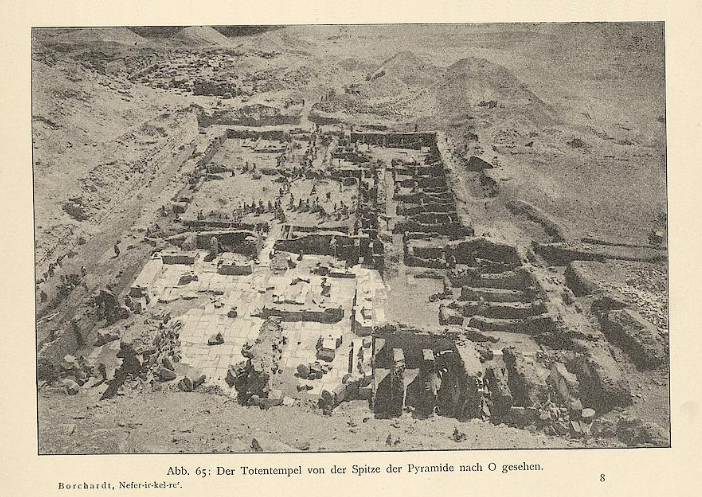
Temple mortuori de la piràmide de Nefererkare

El temple mortuori es troba en la base de la cara est de la piràmide. És més gran del que era usual llavors. Les proves arqueològiques suggereixen que estava inacabat a la mort de Nefererkare, i que l'acabaren Neferefre i Niuserre. Per exemple, mentre que el temple interior i els nínxols de les estàtues es feren en pedra, gran part de la resta del temple, inclosos el pati i el vestíbul, s'acabaren precipitadament amb rajoles de fang i fusta barats. Això deixava grans parts del temple mortuori susceptibles a l'erosió de la pluja i el vent. El lloc era menys impressionant des del punt de vista estètic, tot i que la disposició i característiques bàsiques continuaven sent prou anàlogues a les del Temple de Sahure. La major grandària pot atribuir-se a la decisió de construir el conjunt sense un temple a la vall ni una calçada.

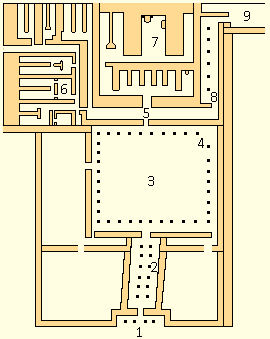
Planta del temple mortuori de Nefererkare. (1) pòrtic d'entrada; (2) vestíbul d'entrada; (3) pati amb (4) columnes de fusta; (5) passadís transversal; (6) magatzems, notables pels Papirs d'Abusir al-Melek; (7) temple interior; (8) corredor amb columnes que duu a (9) un passadís cap al pati principal

Al temple s'entrava pel pòrtic i el vestíbul voltat que desembocava en un gran pati amb columnes. Les columnes del vestíbul i el pati són de fusta en forma de tiges i capolls de lotus. El pati té trenta-set columnes d'aquest tipus, col·locades asimètricament. L'arqueòleg Herbert Ricke suggerí que les columnes properes a l'altar podrien haver estat danyades pel foc i retirades. Un fragment de papir dels arxius del temple ho corrobora. Una rampa baixa i esglaonada a l'oest del pati duu a un corredor transversal (nord-sud) que porta als magatzems, i al nord a un altre passadís més menut amb sis columnes de fusta, a través del qual es pot anar al pati obert de la piràmide principal. És als magatzems del sud on els enterramorts trobaren els Papirs d'Abusir al-Melek al 1890. Més enllà dels magatzems hi ha una porta que té un altre punt d'accés al pati principal, i a través de la qual una segona porta sud-oest excavada condueix al conjunt de Khentkaus II. Travessant el corredor, s'arriba al santuari o temple interior.

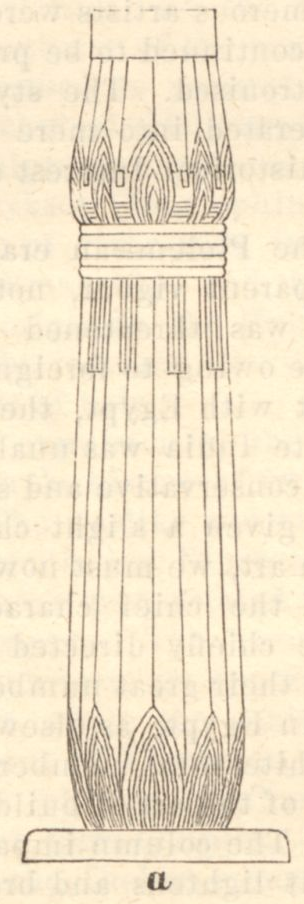
Una columna de papir en forma de lotus, similar a les dels temples mortuoris

Els relleus que se'n conserven estan fragmentats. Dels materials preservats, destaca un bloc de vital importància per a reconstruir la genealogia de la família reial. Un bloc de pedra, descobert en la dècada dels 1930 per l'egiptòleg Édouard Ghazouli, representa Nefererkare amb la consort, Khentkaus II, i el seu fill major, Neferefre. No es va trobar a la piràmide, sinó en una casa al poble d'Abusir al-Melek.
Els Papirs d'Abusir al-Melek documenten detalls relatius al temple mortuori de Neferiekare. Un dels testimonis dels papirs és que cinc estàtues eren als nínxols de la capella central. L'estàtua central representava Nefererkare com a Osiris, mentre que les dues estàtues més externes el representaven com el rei de l'Alt i el Baix Egipte. Els papirs també registren almenys quatre barques funeràries a Abusir al-Melek. Dues embarcacions es troben en sales segellades, i les altres dues són al nord i al sud de la piràmide. La barca del sud la va descobrir Verner durant les excavacions.

### Temple de la vall, calçada i piràmide de culte
En el moment de la mort de Nefererkare, només s'havien col·locat els fonaments del temple de la vall i dos terços de la calçada del temple mortuori. Quan Niuserre se'n feu càrrec del lloc, desvià la calçada de la destinació primera cap al seu propi temple mortuori. Per tant, la calçada es desplaça en una direcció durant més de la meitat del recorregut, i després es desvia cap a una altra durant la resta.
El monument de Nefererkare no té piràmide de culte, i es va substituir per un petit assentament, anomenat Ba Kakai, d'habitatges de tova per als sacerdots, al sud del conjunt.
L'omissió d'aquests elements «essencials» tingué un impacte significatiu. En circumstàncies normals, els sacerdots que atenien el culte funerari del faraó mort haurien viscut en una «ciutat piramidal» construïda a prop del temple de la vall, situat al llac Abusir. Els registres diaris de l'administració haurien residit a la ciutat amb els sacerdots. En canvi, a causa de les circumstàncies, aquests documents es preservaren dins el temple mortuori. Això ha permés conservar els arxius, que d'altra manera s'haurien desintegrat, enterrats sota el fang. La ubicació de l'assentament al costat del conjunt també va permetre realitzar petites obres de restauració.

### Història posterior
Niuserre fou el darrer rei que va construir el seu monument funerari a Abusir al-Melek; els seus successors Menkauhor i Djedkare van triar-ne altres llocs. El lloc es va abandonar. Els Papirs d'Abusir al-Melek demostren que els cultes funeraris van romandre actius a Abusir al-Melek almenys fins al regnat de Pepi II a la fi de la Dinastia VI. Entre els sacerdots que van servir a Nefererkare hi ha Kaemnefret, sacerdot de la piràmide i el temple solar de Nefererkare i de la piràmide de Sahure; Nimaatptah, sacerdot en la piràmide i temple solar de Nefererkare; Kuiemsnewi i Kamesenu, sacerdots del culte de Sahure, Nefererkare i Niuserre; Nimaatsed, sacerdot de les piràmides de Nefererkare, Neferefre i Niuserre; Khabauptah, sacerdot de Sahure, Nefererkare, Neferefre i Niuserre Ini.
Verner creu que les activitats de culte reial van cessar en el Primer Període Intermedi. Málek assenyala que hi ha proves limitades de la persistència dels cultes de Nefererkare i Niuserre al llarg del període heracliopolità, malgrat que això signifique que el culte de Niuserre funcionà fins a, almenys, la Dinastia XII. El professor Antonio Morales creu que els cultes funeraris hi poden haver continuat més enllà de l'Imperi Antic, en particular, el culte a Niuserre sembla haver sobreviscut tant en la forma oficial com en la veneració pública popular fins a principis de l'Imperi Mitjà, i algunes escasses proves en forma de dues estàtues datades en l'Imperi Mitjà poden suggerir que el culte a Nefererkare també estava actiu durant aquest període.

Les necròpolis properes a Memfis, en concret les de Saqqara i Abusir al-Melek, s'utilitzaren molt durant la Dinastia XXVI (c. 664-525 ae). Per a la construcció d'aquestes tombes calia considerables quantitats de pedra, que es degueren extraure de les piràmides de l'Imperi Antic, la qual cosa les perjudicà encara més. A la rodalia del temple mortuori de Nefererkare s'han descobert tombes que deuen datar del segle v ae. Una làpida de calcita groga, descoberta per Borchardt, porta una inscripció en arameu: «(Pertanyent) a Nsnw, filla de Paḥñú» llegida alternativament com «(Pertanyent) a Nesneu, filla de Tapakhnum». Una segona inscripció, trobada per Verner en un bloc de pedra calcària al temple mortuori, duu la inscripció «Mannu-ki-na'an, fill de Šewa». La datació d'aquesta inscripció és incerta, però és possible que en siga de la mateixa època.

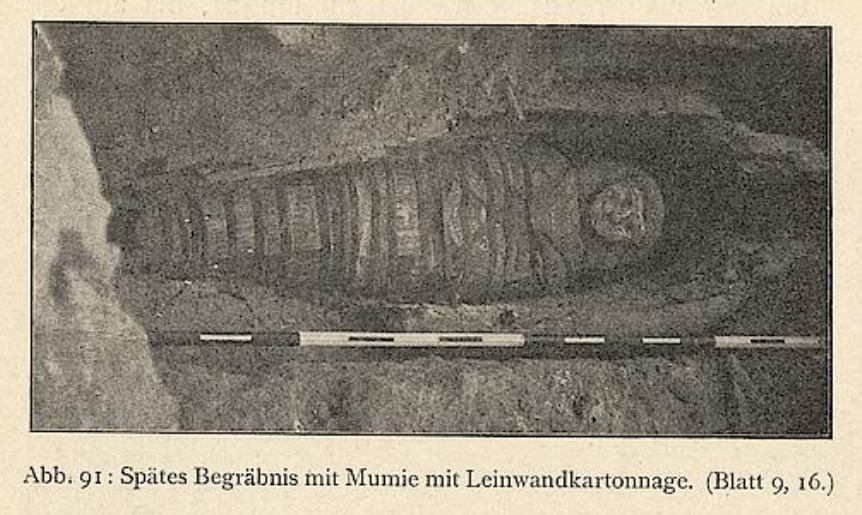
Restes momificades en un cartonatge de lona datat en la Dinastia XXVI
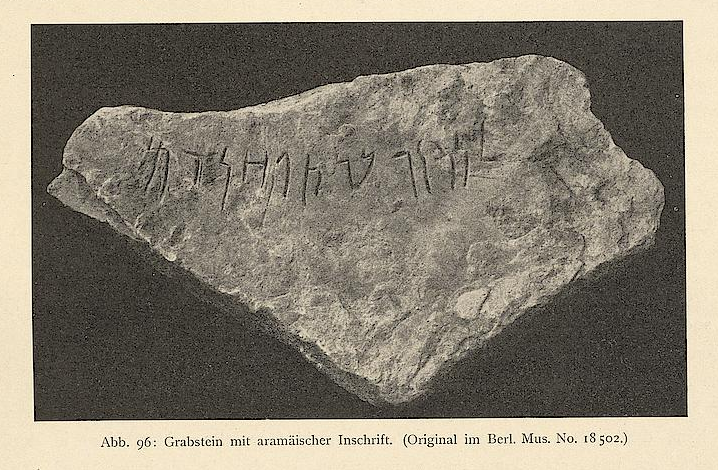
Inscripció aramea descoberta per Ludwig Borchardt

## Cementeri familiar

### Piràmide de Khentkaus II

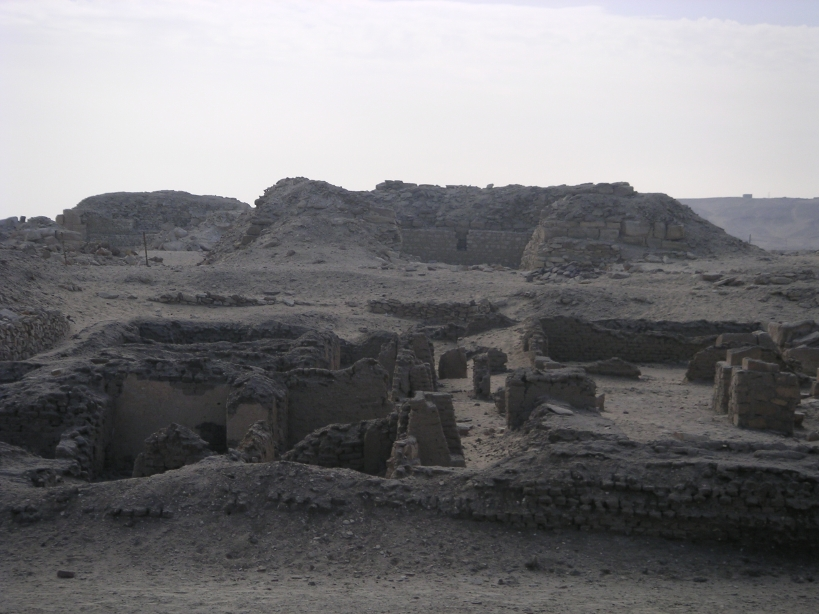
Restes de la piràmide de Khentkaus II

Al principi, Borchardt pensà que una estructura en ruïnes al costat sud del conjunt de Nefererkare era una mastaba sense importància, i la inspeccionà breument. En la dècada del 1970, l'equip txec de Verner la identificà com la tomba piramidal de la consort de Nefererkare, Khentkaus II. Perring havia descobert abans una aixeta en un bloc de pedra calcària de l'emplaçament de la tomba de Nefererkare que esmentava «l'esposa del rei, Khentkawes». També apareix en un relleu de la família reial en un altre bloc de pedra en què també apareix el fill de Nefererkare, Neferefre.
La piràmide de Khentkaus es construí en dues fases. La primera segurament durant el regnat de Nefererkare, com demostra la inscripció que va descobrir Perring. El projecte es va aturar al voltant del desé any del seu regnat. Verner suggerí que la mort prematura de Nefererkare va interrompre el projecte i que s'acabà en el regnat de Niuserre. La paraula «mare» apareix inscrita sobre «esposa» en un altre bloc, cosa que indica que la relació entre Khentkaus II i Niuserre era de mare i fill. L'estructura acabada té una base quadrada que fa 25 m de costat, i amb una inclinació de 52° tindria 17 m d'alçada. El seu conjunt mortuori també inclou una piràmide satèl·lit, un pati i un temple mortuori ampliat.

### Piràmide inacabada (Neferefre)
Situada al sud-oest del monument de Nefererkare, i just a l'oest de la de Khentkaus II, la piràmide inacabada de Neferefre és un altre membre del cementeri familiar nascut al voltant de la tomba de Nefererkare. Construïda en la diagonal a Abusir al-Melek, la piràmide de Neferefre mai es va acabar a causa de la inesperada mort del faraó. Construïda originàriament amb una longitud de base de 65 m, lleugerament més curta que la de la piràmide de Sahure, i amb un sol graó completat, el pla degué ser alterat per a acomodar les restes del rei. Per aquesta raó, la piràmide esdevingué precipitadament una mastaba quadrada i completada amb l'aplicació d'un revestiment de pedra calcària amb una inclinació de 78° i una coberta d'argila i pedra del desert. Es creu que el temple mortuori que l'acompanya es construí després de la mort de Neferefre. Les principals característiques del temple eren una sala hipòstila, dos grans vaixells de fusta i estàtues trencades trobades en cambres properes a aquesta sala.

### Piràmide de Niuserre

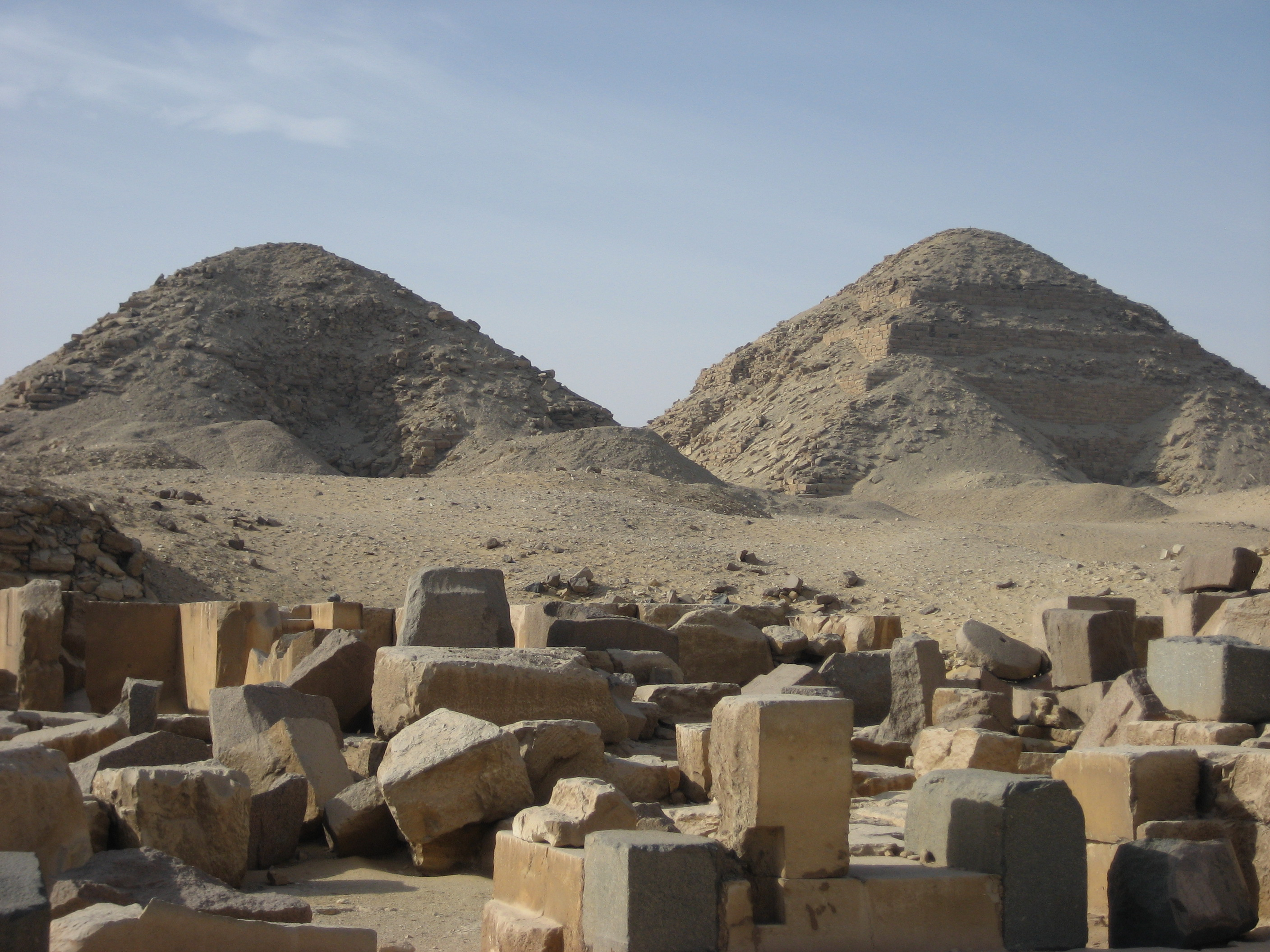
Piràmides de Niuserre (esquerra) i Nefererkare (dreta)

Niuserre es va unir al cementeri familiar amb el seu conjunt mortuori, i fou l'últim rei a ser soterrat a la necròpoli d'Abusir al-Melek. En pujar al tron, Niuserre es va comprometre a acabar els tres monuments dels seus familiars: son pare, Nefererkare; sa mare, Khentkaus II; i son germà, Neferefre. Els costos d'aquest projecte van llastrar la construcció del seu propi monument, i això es va manifestar en l'emplaçament del conjunt.
En comptes de ser en l'eix Abusir al Melek-Heliòpolis, el conjunt de Niuserre és enclavat entre les piràmides de Nefererkare i Sahure. Respectar l'eix hauria suposat situar el conjunt al sud-oest de la piràmide inacabada de Neferefre, i lluny de la vall del Nil. La despesa hauria estat desmesurada.
La piràmide, situada al nord-est de la piràmide de Nefererkare, té una alçada d'uns 52 m i una longitud de base d'uns 79 m. La calçada que connecta el temple de la vall amb el conjunt mortuori estava al principi destinada a la piràmide de Nefererkare, però Niuserre la desvià perquè servís al seu monument.

## Papir d'Abusir al-Melek

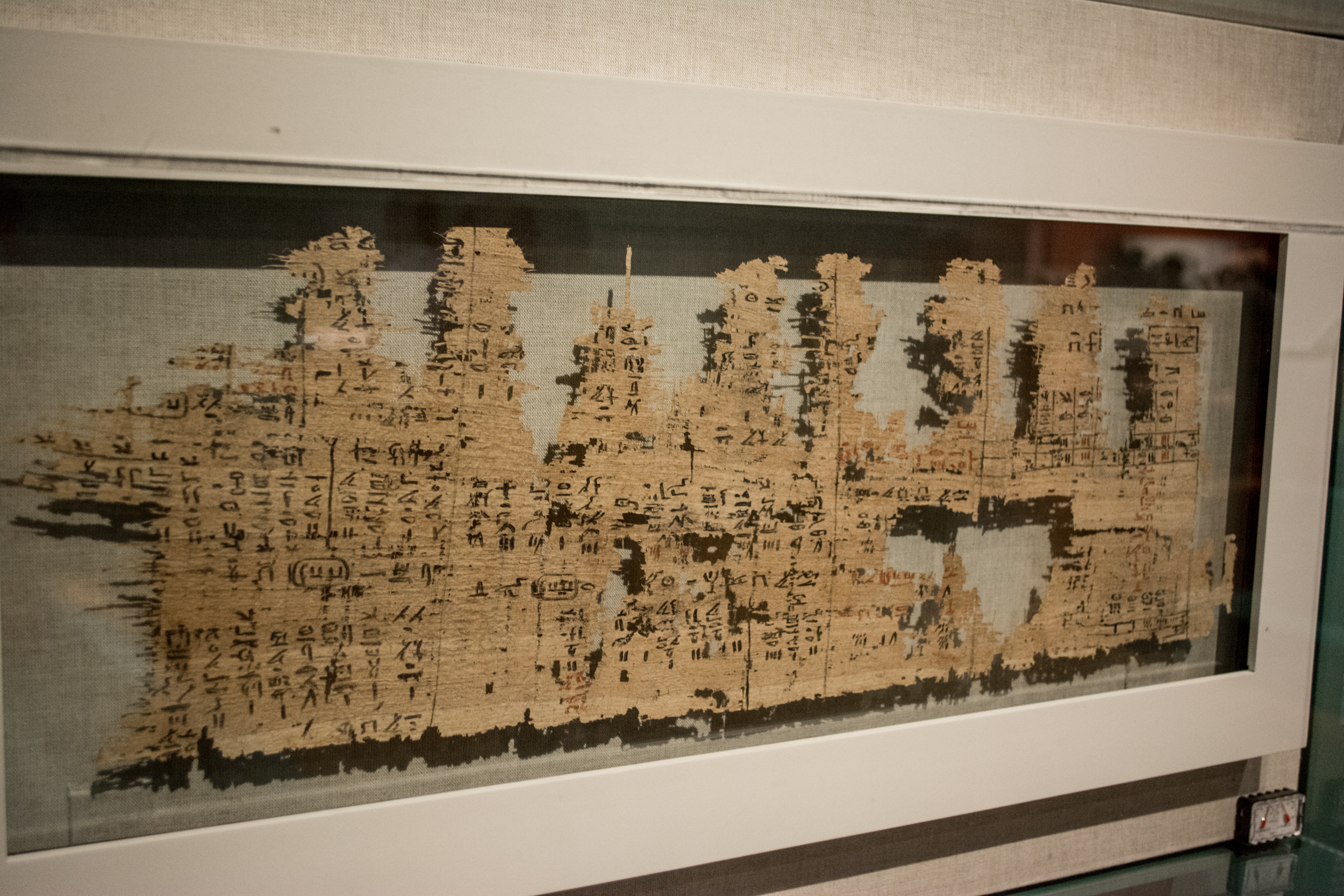
Papir d'Abusir al-Melek, que documenta les activitats diàries en la piràmide de Nefererkare

La importància del monument prové de les circumstàncies de la construcció i del contingut dels arxius dels Papirs d'Abusir al-Melek. L'investigador Nicolas Grimal diu que "aquesta fou la col·lecció de papirs més important coneguda de l'Imperi Antic fins que l'exploració del 1982 de l'Institut Egiptològic de la Universitat de Praga descobrí un jaciment encara més ric en un magatzem del temple mortuori de Neferefre".
Els primers fragments dels papirs d'Abusir al-Melek foren descoberts per cercadors il·lícits el 1893, i venuts i distribuïts a tot el món en el mercat d'antiguitats. Més tard, Borchardt en descobrí més fragments mentre excavava en la mateixa àrea. Es trobà que els fragments estaven escrits en hieràtic, una forma cursiva de jeroglífics. Altres papirs de la tomba de Nefererkare els publicà l'egiptòleg Paule Posener-Kriéger.
Els registres de papirs abasten el període comprés entre el regnat de Djedkare fins al regnat de Pepi II. Relaten tots els aspectes del culte funerari del rei, incloses les activitats diàries dels sacerdots, llistes d'ofrenes, cartes i controls d'inventari del temple. Cal destacar que els papirs connecten el panorama de la interacció entre el temple mortuori, el temple del sol i altres institucions. Per exemple, l'evidència fragmentària dels papirs indica que els béns per al culte funerari de Nefererkare es transportaren amb vaixell al conjunt piramidal del rei. Es desconeix l'abast total dels registres dels Papirs d'Abusir al-Melek, ja que les troballes més recents romanen inèdites.